# New London County
New London County är ett administrativt område i delstaten Connecticut i USA. New London är ett av åtta countys i delstaten och ligger i den sydostligaste delen av Connecticut.
I countyt finns Naval Submarine Base New London, skeppsvarvet/atomubåtstillverkaren Electric Boat Company samt United States Coast Guard Academy.

## Geografi
År 2010 hade New London County 274 055 invånare. Den totala ytan av countyt är 1 999 km² (1 725 km² är land, 274 km² är vatten).

### Angränsade countyn
- Windham County norr
- Kent County, Rhode Island nordöst
- Washington County, Rhode Island öst
- Middlesex County väst
- Tolland County nordväst
- Hartford County nordväst